# Liste des maires de Chalamont

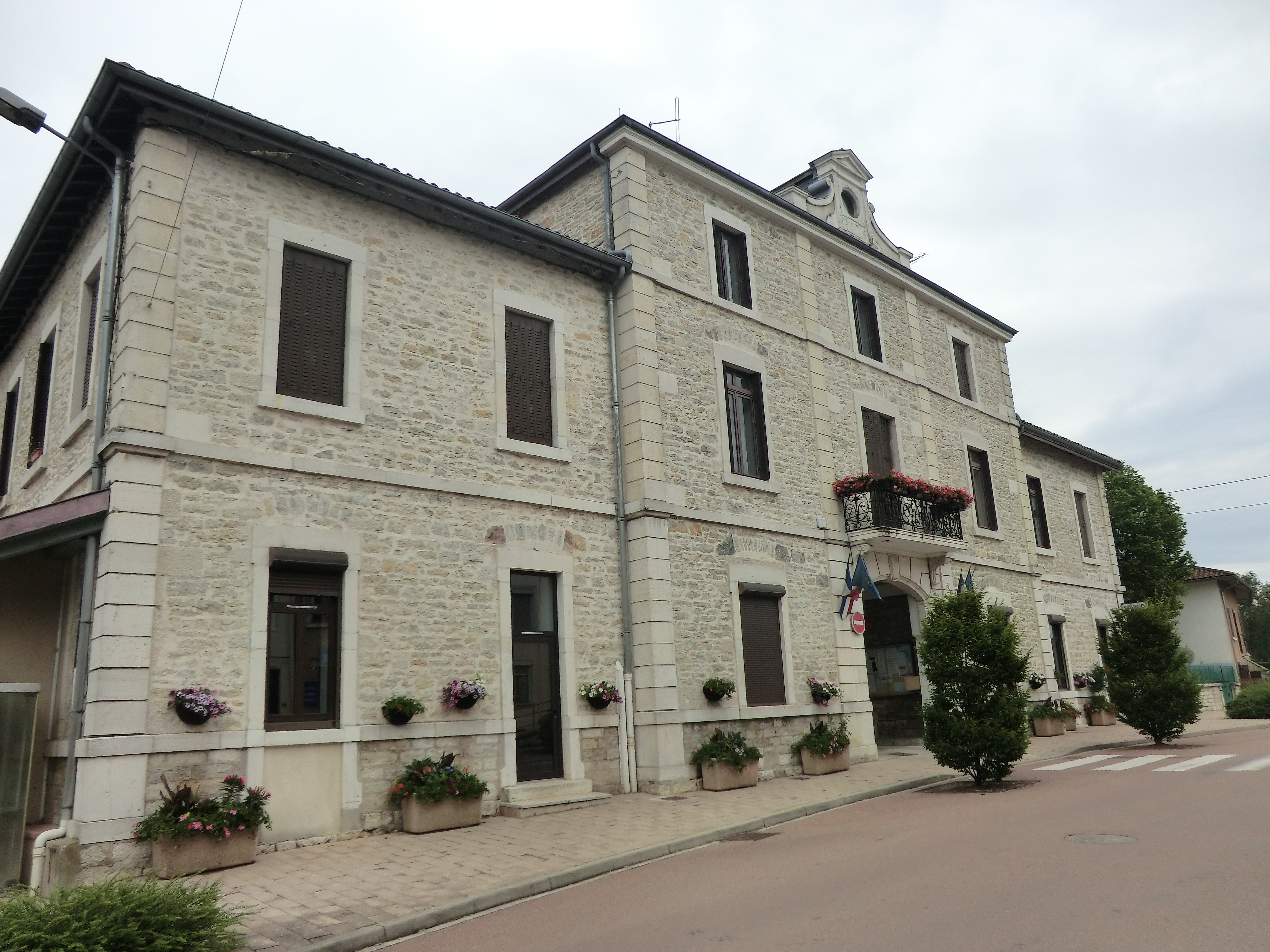
La mairie de Chalamont.

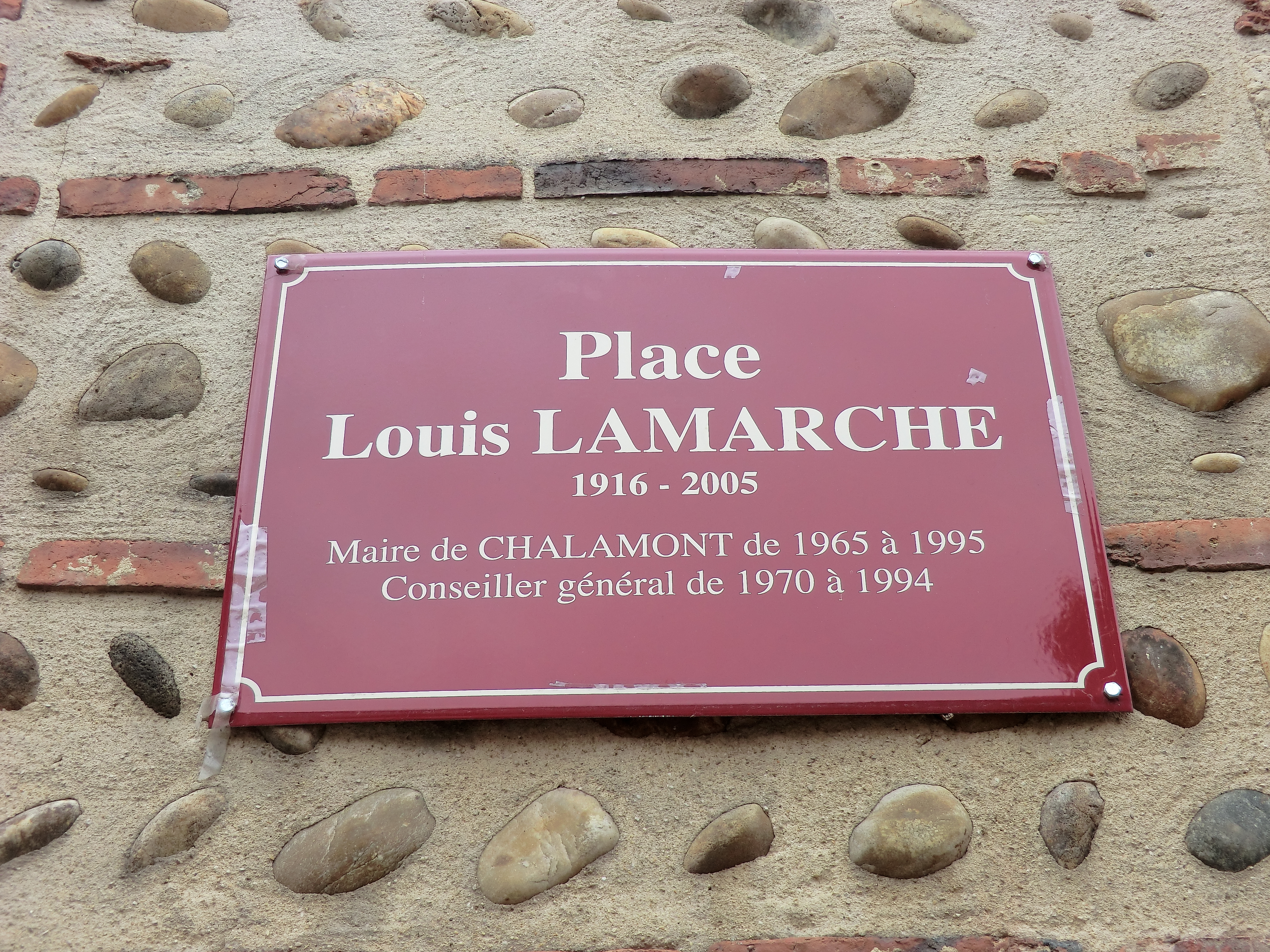
Panneau de la place Louis-Lamarche (maire de 1965 à 1995) à Chalamont.

La liste des maires de Chalamont présente la liste des maires de la commune de Chalamont.

## Liste des maires successifs
| Période                        | Période          | Identité                        | Étiquette    | Qualité                                                             |
| ------------------------------ | ---------------- | ------------------------------- | ------------ | ------------------------------------------------------------------- |
| cité en janvier 1793 et an III |                  | Pierre Chantillin               |              |                                                                     |
| cité an V                      |                  | Claude Rivoire                  |              | agent municipal                                                     |
|                                | 5 avril 1799     | Henri Buget                     |              | président de l’administration municipale                            |
|                                | 1800             | Jean Baptiste Dagallier         |              | agent municipal                                                     |
| cité an VIII                   |                  | Benoît Lager                    |              | président de l’administration municipale                            |
| 24 mai 1800                    | 1er juillet 1800 | Jean Marie Lolière              |              |                                                                     |
| 1er juillet 1800               | 5 août 1800      | Antoine Orcet                   |              |                                                                     |
| 5 août 1800                    | 25 avril 1815    | Claude Marie Bévy               |              | Président de l’administration Démissionnaire pendant les Cent-Jours |
| 25 avril 1815                  | 22 juin 1815     | Charles Rivoire                 |              | Remplacé après les Cent-Jours                                       |
| 1816                           |                  | Claude Marie Bévy               |              |                                                                     |
| 1818                           |                  | Joseph Alexis Baudouin          |              |                                                                     |
| 1818                           | 30 mai 1822      | Claude Marie Bévy               |              |                                                                     |
| 30 mai 1822                    | 1837             | Charles Rivoire                 |              |                                                                     |
| 1837                           | 1843             | Jean Marie Perdrix              |              |                                                                     |
| 1843                           | Août 1846        | Hugues Étienne Gavard           |              |                                                                     |
| 1846                           | 1848             | Abel Barbollat                  |              |                                                                     |
| 1848                           | 1858             | Jean-Baptiste Soffray           |              |                                                                     |
| 1858                           | 6 janvier 1866   | Jacques Louis Franche           |              |                                                                     |
| 6 janvier 1866                 | 11 juillet 1868  | Léon Cognet                     |              |                                                                     |
| 11 juillet 1868                |                  | Antoine Cochet                  |              |                                                                     |
| Mai 1871                       | 26 mai 1876      | Louis Antoine François Pascalon |              |                                                                     |
| 26 mai 1876                    | Mai 1884         | Benoît Métrillot                |              |                                                                     |
| 18 mai 1884                    | 1892             | Joseph Alamercery               |              |                                                                     |
| 1892                           | 1896             | Louis Antoine François Pascalon |              |                                                                     |
| Mai 1896                       | 1904             | Alexis Salomon                  |              |                                                                     |
| Mai 1904                       | 1908             | Honoré Brun                     |              |                                                                     |
| Mai 1908                       | 1922             | Étienne Jacquemet               |              |                                                                     |
| 1922                           | 1925             | Joseph Thevenard                | Progressiste |                                                                     |
| 1925                           | 1942             | Claude Pirollet                 |              |                                                                     |
| 10 décembre 1942               | 1944             | Antoine Lajoux                  |              |                                                                     |
| 1944                           | 1945             | Léon Berthet-Bondet             |              | président du CLL                                                    |
| 29 avril 1945                  | octobre 1947     | Antoine Lajoux                  |              |                                                                     |
| octobre 1947                   | 1959             | Joseph Gromier                  |              |                                                                     |
| mars 1959                      | mars 1965        | Marcel Letoublon                |              |                                                                     |
| mars 1965                      | juin 1995        | Louis Lamarche                  | MRG          |                                                                     |
| juin 1995                      | mars 2008        | Georges Marguin                 |              |                                                                     |
| 21 mars 2008                   |                  | Ali Benmedjahed                 |              |                                                                     |

## Pour approfondir